# Lubomir Angełow
Lubomir Angełow (bułg. Любомир Ангелов, ur. 4 października 1912 w Sofii, zm. 24 października 1984 tamże) – bułgarski piłkarz występujący na pozycji napastnika, reprezentant Bułgarii w latach 1931–1940, trener piłkarski.

## Kariera klubowa
Jako dziecko grał w piłkę nożną w klubach z rodzinnej Sofii: Tigurze, Atletiku, Sławie oraz Szypce. W wieku 14 lat przeniósł się do AS-23 Sofia, gdzie przylgnął do niego przydomek boiskowy Staroto (bułg. Старото), który otrzymał od kolegów szkolnych z gimnazjum. W 1928 roku włączono go do składu pierwszego zespołu, gdzie rozpoczął regularne występy. Przed sezonem 1931 został mianowany kapitanem drużyny. W tym samym sezonie wywalczył z AS-23 mistrzostwo Bułgarii, po pokonaniu w meczu finałowym przez walkower FK Szypczenski Sokol. W 1941 roku zdobył Puchar Cara, strzelając w spotkaniu finałowym przeciwko Napredakowi Ruse (4:2) 2 bramki. Po przejęciu władzy w Bułgarii przez reżim komunistyczny AS-23 Sofia został rozwiązany, natomiast główni działacze z przyczyn politycznych zostali poddani represjom. Angełow wraz z innymi wiodącymi zawodnikami AS-23, Spartaka Podujane i Szypki Sofia założył zespół Czawdar Sofia, w którym występował on do końca 1947 roku.

## Kariera reprezentacyjna
10 maja 1931 zadebiutował w reprezentacji Bułgarii w przegranym 2:5 meczu z Rumunią w ramach Balkan Cup 1929/1931. 4 października 1931 zdobył pierwszą bramkę w drużynie narodowej w spotkaniu przeciwko Jugosławii (3:2). W marcu 1932 roku zdobył gola w meczu przeciwko Grecji (2:1) w Atenach, przyczyniając się do odniesienia przez Bułgarów pierwszego w historii zwycięstwa w spotkaniu wyjazdowym. W latach 1931, 1932 i 1935 zwyciężył z Bułgarią w turnieju Balkan Cup, dodatkowo w edycji 1935 zostając z 6 golami królem strzelców. W latach 1937–1940 pełnił funkcję kapitana drużyny. Ogółem w latach 1931–1940 rozegrał w reprezentacji 36 oficjalnych spotkań i zdobył 21 goli, w tym dwa hat tricki.

### Bramki w reprezentacji
| LP  | Data                 | Miejsce                                   | Przeciwnik | Bramka | Rezultat | Ranga meczu          |
| --- | -------------------- | ----------------------------------------- | ---------- | ------ | -------- | -------------------- |
| 1.  | 4 października 1931  | Stadion Junak, Sofia                      | Jugosławia | 2:2    | 3:2      | Balkan Cup 1931      |
| 2.  | 25 października 1931 | Stadion Junak, Sofia                      | Grecja     | 2:1    | 2:1      | Balkan Cup 1929/1931 |
| 3.  | 27 marca 1932        | Stadion im. Leoforosa Aleksandrasa, Ateny | Grecja     | 2:1    | 2:1      | Mecz towarzyski      |
| 4.  | 30 czerwca 1932      | Stadion Beogradski SK, Belgrad            | Jugosławia | 1:0    | 3:2      | Balkan Cup 1932      |
| 5.  | 2 lipca 1932         | Stadion Beogradski SK, Belgrad            | Grecja     | 1:0    | 2:0      | Balkan Cup 1932      |
| 6.  | 4 listopada 1932     | Taksim Stadyumu, Stambuł                  | Turcja     | 3:2    | 3:2      | Mecz towarzyski      |
| 7.  | 18 marca 1934        | Stadion AS-23, Sofia                      | Jugosławia | 1:2    | 1:2      | Mecz towarzyski      |
| 8.  | 1 kwietnia 1934      | Stadion Beogradski SK, Belgrad            | Jugosławia | 1:0    | 3:2      | Mecz towarzyski      |
| 9.  | 30 grudnia 1934      | Stadion im. Leoforosa Aleksandrasa, Ateny | Rumunia    | 1:3    | 2:3      | Balkan Cup 1934/35   |
| 10. | 30 grudnia 1934      | Stadion im. Leoforosa Aleksandrasa, Ateny | Rumunia    | 2:3    | 2:3      | Balkan Cup 1934/35   |
| 11. | 16 czerwca 1935      | Stadion Junak, Sofia                      | Grecja     | 2:1    | 5:2      | Balkan Cup 1935      |
| 12. | 16 czerwca 1935      | Stadion Junak, Sofia                      | Grecja     | 3:1    | 5:2      | Balkan Cup 1935      |
| 13. | 16 czerwca 1935      | Stadion Junak, Sofia                      | Grecja     | 4:1    | 5:2      | Balkan Cup 1935      |
| 14. | 24 czerwca 1935      | Stadion Junak, Sofia                      | Jugosławia | 1:2    | 3:3      | Balkan Cup 1935      |
| 15. | 24 czerwca 1935      | Stadion Junak, Sofia                      | Jugosławia | 2:2    | 3:3      | Balkan Cup 1935      |
| 16. | 24 czerwca 1935      | Stadion Junak, Sofia                      | Jugosławia | 3:2    | 3:3      | Balkan Cup 1935      |
| 17. | 21 maja 1936         | Stadionul ONEF, Bukareszt                 | Grecja     | 3:1    | 5:4      | Balkan Cup 1936      |
| 18. | 24 maja 1936         | Stadionul ONEF, Bukareszt                 | Rumunia    | 1:1    | 1:4      | Balkan Cup 1936      |
| 19. | 12 września 1937     | Stadion Junak, Sofia                      | Polska     | 2:1    | 3:3      | Mecz towarzyski      |
| 20. | 24 maja 1939         | Stadion Junak, Sofia                      | Łotwa      | 2:0    | 3:0      | Mecz towarzyski      |
| 21. | 20 października 1940 | Grünwalder Stadion, Monachium             | III Rzesza | 3:6    | 3:7      | Mecz towarzyski      |

## Kariera trenerska
W 1948 roku ukończył Państwową Szkołę Trenerską przy Wyższej Szkole Wychowania Fizycznego w Sofii. Czterokrotnie w latach 1948, 1950, 1953 i 1964 prowadził seniorską reprezentację Bułgarii, w międzyczasie trenując również kadrę Bułgarii B (1949–1959) oraz reprezentację młodzieżową (1960–1962). Pracował jako szkoleniowiec Spartaka Sofia (1949–1956, 1966–1968) i Łokomotiwu Sofia (1957, 1964), a także zatrudniony był w sztabie szkoleniowym Spartaka-Lewskiego Sofia, w którym pełnił rolę asystenta Rudolfa Vytlačila i Jonczo Arsowa. W latach 1964–1966 pracował w Syrii, tworząc struktury tamtejszej ligi piłkarskiej i systemu szkolenia zawodników. W latach 1957–1962 i 1964-1966 był zatrudniony na stanowisku trenera związkowego przy BFS. Jest współautorem książki Przewodnik po piłce nożnej (1941) (bułg. Ръководство по футбол) i laureatem odznaczenia Honorowy trener (1965).

## Sukcesy

### Zespołowe
Bułgaria
- Balkan Cup: 1931, 1932, 1935

AS-23 Sofia
- mistrzostwo Bułgarii: 1931
- Puchar Cara: 1941

### Indywidualne
- król strzelców Balkan Cup: 1935 (6 goli)